# Pomatocalpa armigerum
Pomatocalpa armigerum là một loài thực vật có hoa trong họ Lan. Loài này được (King & Pantl.) Tang & F.T.Wang miêu tả khoa học đầu tiên năm 1951.